# Europa latina
Europa latina es un concepto lingüístico, geográfico y cultural, aplicado a las regiones de Europa en las que predominan las lenguas romances (un subgrupo de la familia lingüística indoeuropea que se diversificaron a partir del latín). Se incluyen en ella la totalidad de los Estados de Europa cuya lengua oficial es románica, así como las regiones de habla romance compartidas en otros Estados —pueblos latinos—. También: los aromunes de Grecia, las comunidades significativas de habla italiana en Croacia, Eslovenia y Malta, de habla rumana en Serbia, de habla española y francesa en los territorios británicos de Gibraltar y las islas del Canal, así como los micro-Estados europeos asociados.
La noción de «países latinos» en Europa ha sido empleada por Rogelio Pérez-Perdomo y Lawrence Friedman.

## División política
| Bandera | Escudo | Nombre oficial                                       | Superficie (km²) | Población  | Capital              | Idioma románico oficial   |
| ------- | ------ | ---------------------------------------------------- | ---------------- | ---------- | -------------------- | ------------------------- |
|         |        | Andorra Principado de Andorra                        | 468              | 85 660     | Andorra la Vieja     | Catalán                   |
|         |        | Bélgica Reino de Bélgica                             | 30 528           | 11 512 000 | Bruselas             | Francés                   |
|         |        | Ciudad del Vaticano Estado de la Ciudad del Vaticano | 0 44             | 1 000      | Ciudad del Vaticano  | Italiano Latín            |
|         |        | España Reino de España                               | 505 370          | 48 563 476 | Madrid               | Español                   |
|         |        | Francia República Francesa                           | 643 801          | 66 836 154 | París                | Francés                   |
|         |        | Italia República Italiana                            | 301 340          | 62 007 540 | Roma                 | Italiano                  |
|         |        | Luxemburgo Gran Ducado de Luxemburgo                 | 2 586            | 626 108    | Luxemburgo           | Francés                   |
|         |        | Moldavia República de Moldavia                       | 33 851           | 3 510 485  | Chisináu             | Rumano                    |
|         |        | Mónaco Principado de Mónaco                          | 2                | 30 581     | Mónaco               | Francés                   |
|         |        | Portugal República Portuguesa                        | 92 090           | 10 833 816 | Lisboa               | Portugués                 |
|         |        | Rumania                                              | 238 391          | 21 599 736 | Bucarest             | Rumano                    |
|         |        | San Marino Serenísima República de San Marino        | 61               | 33 285     | Ciudad de San Marino | Italiano                  |
|         |        | Suiza Confederación Suiza                            | 41 277           | 8 614 000  | Berna                | Francés Italiano Romanche |